# Cosas del amor (telenovela)
Cosas del amor es una telenovela peruana producida por América Producciones, transmitida por Frecuencia Latina en 1998. Protagonizada por Maricarmen Regueiro y Diego Bertie, con las participaciones antagónicas de Katia Condos, Sonia Oquendo y Hernán Romero. Está basada en una historia de Luis Gayo Paz.

## Sinopsis
Gonzalo García León apodado por su familia y amigos como "Chalo", es un hombre humilde, trabajador y soñador, que trabaja en la fábrica de la familia Castro-Iglesias. Valeria Castro-Iglesias, hija del dueño de la fábrica, es una mujer arrogante y engreída. Ambos se conocen de forma accidental, un día en el que ella va a la fábrica a pedir dinero a su padre y él pasa en coche por su lado, salpicándole al pasar por encima de un charco. A pesar de los intentos del joven por disculparse, Valeria, llevada por la furia, está decidida a echarlo de la fábrica, y lo somete a todo tipo de humillaciones. Se inicia una relación entre ambos de amor y odio, que termina por convertirse en amor profundo. La situación da un vuelco más cuando Chalo gana la lotería nacional, que le convierte en un hombre adinerado y le sitúa en posición de salvar con su capital la fábrica en la que trabaja, dejando de ser el obrero pobre que Valeria conoció. Los dos jóvenes deberán superar los múltiples obstáculos que se interponen en su relación, empezando por la oposición de sus familias, debido a sus diferencias de estatus social.

## Elenco
- Maricarmen Regueiro - Valeria Castro-Iglesias
- Diego Bertie - Gonzalo "Chalo" García León
- Katia Condos - Cristina Castro-Iglesias/Tina Casares
- Elvira de la Puente - Mariana de Castro-Iglesias
- Orlando Sacha - Leonardo Castro-Iglesias
- Zully Montero - Mercedes Castro-Iglesias de Marticorena
- Mirna Bracamonte - Doña Rosa León de García
- Mario Velásquez - Alberto "Beto" Villegas
- Fernando Petong - Rolo
- Gabriel Anselmi - Cucho
- Melania Urbina - Camila Casares
- Maricielo Effio - Alejandra "Aurelia" Villegas
- Javier Delgiudice - Dr. Germán Salinas
- Salvador del Solar - Luis Salinas
- Milena Alva - Natalia Caride
- Rosa Wunder - Abuela Graciela Casares
- Carlos Gassols - Abuelo Joaquín Casares
- Orlando Fundichely - Martín Lazcano
- Ebelin Ortiz - Juanita
- Antonio Arrué - José
- Gabriela Velásquez - Palmira
- José Luis Ruiz - Manuel
- Tatiana Astengo - Leticia
- Ana María Varela - Camelia
- Marco Zunino - Pablo
- María José de Zaldívar - Virginia
- Sonia Oquendo - Alicia Lazcano
- Vanessa Saba - Marcela Aspíllaga
- Hernán Romero - Antonio Marticorena
- Bruno Odar - Detective Espada
- Alexandra Graña - Silvia Zender
- Jimena Lindo - Laura
- Carlos Alcantara Vilar - Thomasi
- Leslie Stewart - Gloria Marticorena
- Martín Farfán - Chupete
- Fernando Farres-
- Gustavo Bueno (actor)- Doctor Robles

 sr Esparza

## Producción
- Producción: José Enrique Crousillat
- Libro Original: Luis Gayo Paz
- Libro: Miguel Rubio del Valle, Kathy Cárdenas
- Canción tema: Rafael Pérez Botija
- Maquillaje: Rosa Saldaña y Esther Castillo
- Peinados: Ytalo Saldaña
- Vestuario: Carlos Passano
- Escenografía y ambientación: Marta Méndez y Guillermo Isa
- Edición: Giancarlo Paz
- Post-Producción video: Marco Gamboza
- Sonido: Eugenio Prado
- Musicalización: Jorge Tafur y Manuel Oxenford
- Dirección de fotografía: Pablo Rey de Castro
- Asistentes de dirección: Carlos Bañuelos y Giancarlo Delgado
- Producción ejecutiva: Kathy Cárdenas y Silvia Castillo
- Dirección de exteriores: Alberto Arévalo
- Dirección general: Cusi Barrio
- Producción general: Rodolfo Hoppe

## Banda sonora
- Música

## Versiones
- Amar al ladrón, Telenovela de 1974 protagonizada por Claudio Levrino y Cristina del Valle, dirigida por Miguel Larrarte, dentro del ciclo Teatro Palmolive del aire.

- Trampa para un soñador, Es una adaptación protagonizada por Antonio Grimau y Cristina Alberó, dirigida por Oscar Bertotto emitida en 1980 por (Canal 9).